# 알팅기아과
알팅기아과(Altingiaceae)는 범의귀목에 속하는 작은 속씨식물과의 하나이다. 바람을 통해 가루받이를 하는 나무로 수많은 씨앗을 품은, 딱딱한 목질의 열매를 맺는다. 이 열매는 상당히 상세하게 연구되어 왔다. 중앙아메리카와 멕시코, 북아메리카 동부, 지중해 동부, 중국 그리고 아시아 열대 지역에서 자생한다. 또한 장식용으로도 재배되며, 값비싼 건축 자재로 사용된다.